# Denbora Da Poligrafo Bakarra
Denbora Da Poligrafo Bakarra (en català "El temps és l'únic polígraf") és el vuitè àlbum d'estudi de Berri Txarrak. Aquest àlbum marcà la celebració dels 20 anys de la banda, i és per això que es compongué de 20 temes repartits en 3 EPs.
El 20 d'octubre varen anunciar que la portada del disc seria obra de l'il·lustrador Joseba Elorza.
El tercer EP III- XAKE-MATE KULTURAL BAT (en català "és un escac i mat cultural") es gravà a l'estudi de Bill Stevenson, un mite del punk rock, bateria dels famosos Descendents o els Black Flag i Lemonheads, i productor de referència en el gènere (Rise Against, Nofx, Lagwagon…). Fou gravat el setembre als estudis de gravació 'The Blasting Room' a Fort Collins (Colorado, Estats Units). On amb el tècnic de so Jason Livermore, oferirien el vessant més post-punk encara a l'estil d'As I Lay Dying). En conjunt l'àlbum constà de "cançons curtes i directes: píndoles sonores de dos minuts gravades en una setmana al mític estudi The Blasting Room al vell estil de: totes a la vegada en una mateixa sala".

## Premis i nominacions
- "Mejor álbum del año en euskera" als Premios de la Música Independiente 2015, per l'àlbum Denbora Da Poligrafo Bakarra. Aquests premis estan organitzats per la Unión Fonográfica Independiente de España.[5]
- El 7 de juny de 2015 anunciaren que el videoclip de la cançó "Zerbait asmatuko dugu" havia guanyat el premi al "Mejor Videoclip" en el Festival de vídeos y cortometrajes Caostica de Bilbao. Aquest videoclip era obra de Joseba Elorza Mirarudio.[6]